# Contea di Caldwell (Missouri)
La contea di Caldwell  (in inglese Caldwell County) è una contea dello Stato del Missouri, negli Stati Uniti. La popolazione al censimento del 2000 era di 8 969 abitanti. Il capoluogo di contea è Kingston